# Lei do progresso
Lei do Progresso é uma das dez "leis morais" a que alude Allan Kardec na Parte Terceira de O Livro dos Espíritos.
Segundo Allan Kardec, há duas espécies de progresso que se prestam mútuo apoio e que, todavia não marcham lado a lado: o progresso intelectual e o progresso moral.

## Conceituação Espírita
"Ao mesmo tempo que todos os seres vivos progridem moralmente, progridem materialmente os mundos em que eles habitam. Quem pudesse acompanhar um mundo em suas diferentes fases, desde o instante em que se aglomeraram os primeiros átomos destinados e constituí-lo, vê-lo-ia a percorrer uma escala incessantemente progressiva, mas de degraus imperceptíveis para cada geração, e a oferecer aos seus habitantes uma morada cada vez mais agradável, à medida que eles próprios avançam na senda do progresso. Marcham assim, paralelamente, o progresso do homem, o dos animais, seus auxiliares, o dos vegetais e o da habitação, porquanto nada na Natureza permanece estacionário."

## A Progressão do Espírito e a Pluralidade das Existências
A Doutrina Espírita chama de "Espírito" ao "princípio inteligente" após alcançar o reino hominal, isto é, após atingir a consciência moral. O mito do paraíso perdido, constante do livro bíblico "A Gênese", pode ser interpretado como a perda da ingenuidade moral.
"As almas que animavam os humanoides viviam no Éden da ingenuidade. Não tendo ainda adquirido a consciência moral, isto é, sendo incapazes de discernir entre o certo e o errado, não eram responsáveis pelos seus atos, não sendo, portanto, submetidas a expiações. Quando essas almas provaram do fruto da árvore da ciência do bem e do mal, isto é, quando sua consciência tornou-se madura e se tornaram Espíritos, elas foram expulsas do Éden da ingenuidade e passaram a comer “o pão com o suor do seu rosto”, isto é, tornaram-se responsáveis pelos seus atos, submetendo-se, a partir de então, à Lei da Causalidade".
A Lei do progresso aplicada ao Espírito diz que, através de sucessivas encarnações, o mesmo se auto aperfeiçoa gradativamente nas dimensões intelectual e moral, deixando sua condição inicial de "simplicidade e ignorância" para se elevar à condição de pureza espiritual. As evoluções intelectual e moral não necessariamente se dão ao mesmo tempo. O espírito só alcança a perfeição quando alia a perfeição moral com a da inteligência.

## Lei do progresso e Lei de causa e efeito
Ensina a Doutrina Espírita que "O bem é tudo o que é conforme à lei de Deus; o mal, tudo o que lhe é contrário. Assim, fazer o bem é proceder de acordo com a lei de Deus. Fazer o mal é infringi-la.".
Sendo o Espírito dotado de livre-arbítrio sobre suas ações e sendo ele responsável pelos seus atos, sempre que o indivíduo (espírito encarnado) pratica uma ação contra a lei de Deus, ele pratica o mal, devendo, portanto, reparar, em oportunidade futura, o mal que cometeu, o que fará tendo que repetir em piores condições experiência relacionada àquela onde ele errou, o que é chamado de expiação. Se, por outro lado, ele pratica uma ação conforme à lei de Deus, ele pratica o bem, nada tendo a reparar e credenciando-se a novas experiências que são chamadas de provas. Tal é a expressão da Lei de Causa e Efeito.

## Progressão e as Diferentes Categorias de Mundos Habitados
A progressão dos mundos habitados ocorre no mesmo ritmo da dos seres que habitam em cada um deles. Os mundos habitados, segundo o Espiritismo, podem ser classificados do seguinte modo:
- Mundos Primitivos: destinados às primeiras encarnações do Espírito. São os mundos formados há menos tempo. Neles se encontram todos os seres nas suas fases iniciais de progresso. Nesses mundos, os espíritos ainda estão em estado primitivo, com senso moral pouco desenvolvido.
- Mundos de expiação e provas: são mundos nos quais os espíritos reencarnam para expiar seus erros de vidas passadas e passar por provas que vão contribuir para a sua evolução. Nesses mundos o mal ainda é dominante entre os Espíritos, embora já haja a prática do bem.
- Mundos de regeneração, nos quais os Espíritos que ainda têm o que expiar haurem novas forças, repousando das fadigas da luta.
- Mundos ditosos, onde o bem sobrepuja o mal.
- Mundos celestes ou divinos, habitações de Espíritos depurados, onde exclusivamente reina o bem.

## A Evolução nos Reinos da Natureza
As ciências que estudam o comportamento animal, tanto a Etologia, quanto a Psicologia Comparativa surgiram no século XX, após, portanto, Kardec ter escrito a Codificação. Assim sendo, para se ter uma melhor compreensão de como o princípio inteligente evolui através dos reinos da natureza, é recomendável um estudo das obras que constam de uma bibliografia não exaustiva sobre o assunto que consta ao final deste artigo.
É importante observar, para compreensão dessas obras, que, para o Espiritismo, a humanidade está em um reino à parte dos demais animais, reino este que é chamado de hominal, como visto mais acima, uma vez que somente o ser humano possui a consciência moral.

## Quadro demonstrativo
No quadro ao lado pode-se ter uma ideia de como se procede a progressão do Espírito, através das sucessivas reencarnações.
Por este quadro vê-se que, quando mais próximo do grau zero, menos evoluído será o indivíduo, ao passo que aquele que mais se aproximar de 10 será uma pessoa com alto grau de conhecimento e amor, ou seja, de sabedoria e, depois dele, terá atingido um grau comumente chamado de angelitude, o que na "escala espírita corresponde ao estágio de Espírito Puro.

### Geral
- KARDEC, Allan. O Livro dos Espíritos. FEB
- id. O Evangelho Segundo o Espirtismo. FEB
- id. A Gênese, os Milagres e as Predições Segundo o Espiritismo. FEB